# Chief Customer Officer
Der Chief Customer Officer (CCO) ist diejenige Person im Management, meist Vorstand, die sich hauptsächlich um Kundenangelegenheiten kümmert und hierfür verantwortlich zeichnet. Dies sind in der Regel alle Tätigkeiten rund um den Vertrieb, von der Kundenstrategie-Entwicklung und -Ausrichtung, der TOP-Kundenbetreuung, Repräsentationsaufgaben, Vertriebssteuerung und -controlling, Kundenbeschwerden (mengen- und wichtigkeitsabhängig), Steuerung der Rückgewinnung etc.
Meist ist es keine hauptamtliche Funktion, sondern eine "Nebenaufgabe". Aus Amerika kommend, wird hier aber der Einzug eines "Vertriebsvorstandes" auch immer mehr zunehmen, insbesondere bei Unternehmen, die in einem wettbewerbsintensiven Umfeld mit starker Konjunkturabhängigkeit tätig sind. Häufig zu finden sind "Vertriebsdirektoren" oder "Marktbereichsleiter" (z. B. in Banken), deren Aufgabe in die oben beschriebene Richtung geht, vorwiegend aber aus Steuerungs- und Controlling-Gesichtspunkten herrührt. Sofern aber nicht einer alleine die Verantwortung für den gesamten Vertrieb und alle Kunden trägt, ist es noch nicht ein CCO im eigentlichen Sinne.